# Iglesia de San Juan el Bautista (Miami)
La Iglesia de San Juan el Bautista (en inglés: St. John's Baptist Church) es una iglesia histórica ubicada en Miami, Florida. La Iglesia de San Juan el Bautista se encuentra inscrita  en el Registro Nacional de Lugares Históricos desde el 17 de abril de 1992. Forma parte del Downtown Miami MRA. 

## Ubicación
La Iglesia de San Juan el Bautista se encuentra dentro del condado de Miami-Dade en las coordenadas 25°47′13″N 80°12′01″O / 25.786944, -80.200278.